# Ole Forfang
Ole Forfang (Oslo, 22 maart 1995) is een voormalig Noors wielrenner. Zijn belangrijkste resultaten boekte hij in de Ronde van Normandië. Hij eindigde zijn wielercarrière aan het eind van 2019 bij Joker Fuel of Norway.

## Palmares
2016
1e etappe ZLM Tour (ploegentijdrit)
2019
4e etappe en eindklassement Ronde van Normandië